# Cesare Sereno
Cesare Sereno (fl. XX secolo) è stato un calciatore italiano, di ruolo ala.

## Carriera
Formatosi nella Pro Vercelli, nel 1920 passa alla Juventus.
Fece il suo esordio in maglia bianconera contro il Torino nel Derby della Mole il 24 ottobre 1920 in un pareggio per 2-2, mentre la sua ultima partita fu il 4 marzo 1923 contro il Legnano. Nelle sue tre stagioni bianconere collezionò 36 presenze e 3 reti.

## Statistiche

### Presenze e reti nei club
| Stagione        | Club            | Campionato      | Campionato | Campionato |
| Stagione        | Club            | Comp            | Pres       | Reti       |
| --------------- | --------------- | --------------- | ---------- | ---------- |
| 1920-1921       | Juventus        | Prima Categoria | 10         | 2          |
| 1921-1922       | Juventus        | Prima Divisione | 14         | 1          |
| 1922-1923       | Juventus        | Prima Divisione | 12         | 0          |
| Totale Juventus | Totale Juventus |                 | 36         | 3          |
| Totale carriera | Totale carriera |                 | 36         | 3          |